# Bảo tàng Đồng Nai
Bảo tàng Đồng Nai là một bảo tàng khảo cứu địa phương của tỉnh Đồng Nai. Bảo tàng là một thiết chế văn hóa, có chức năng nghiên cứu lịch sử tự nhiên, lịch sử xã hội và văn hóa của địa phương. Bảo tàng Đồng Nai hiện nay đang trưng bày toàn bộ phần lịch sử tự nhiên và lịch sử xã hội của người Đồng Nai kể từ khi xuất hiện với những chứng tích đầu tiên của nền văn hóa cổ cho đến ngày nay. Hiện nay Bảo tàng Nai thực hiện chế độ mở cửa hàng ngày để người dân tham quan, tìm hiểu tại 14 phòng trưng bày cố định cũng như thường xuyên tổ chức các cuộc triển lãm theo từng chủ đề của năm.

## Lịch sử
Nhà Bảo tàng Đồng Nai ban đầu là Phòng Bảo tồn - Bảo tàng trực thuộc Công Ty Văn hóa Thông tin Đồng Nai được thành lập từ năm 1976. Khi mới thành lập, cơ sở vật chất hầu như không có gì, đội ngũ cán bộ còn non trẻ.
Từ 1976 đến 1987, cán bộ Phòng Bảo tồn - Bảo tàng đã sưu tầm được hàng chục ngàn hình ảnh, tài liệu, hiện vật; xây dựng được một hệ thống kho hiện vật với đầy đủ hồ sơ khoa học, hiện vật được phân loại theo các sưu tập, theo chất liệu và được bảo quản một cách khoa học. Ngày 24 tháng 10 năm 1987 Ủy ban nhân dân tỉnh Đồng Nai ra Quyết định số 1770/QĐ-UBT thành lập Nhà Bảo tàng Đồng Nai, có tài khoản và con dấu riêng. Trụ sở đóng tại chùa Phụng Sơn, đường Cách Mạng Tháng Tám, thành phố Biên Hòa. Sau đó dời về số 7 đường Võ Thị Sáu.
Ngày 8 tháng 1 năm 1994 công trình xây dựng Nhà Bảo Tàng chính thức được khởi công. Ngày 2 tháng 9 năm 1995 cuộc triển lãm đầu tiên ra mắt công chúng đuợc tổ chức tại tầng trệt Nhà Bảo Tàng, thu hút hàng chục ngàn lượt khách đến tham quan. Năm 1996, công trình xây dựng Nhà Bảo Tàng hoàn thành trên khuôn viên rộng 13.000 m² với tổng diện tích là 4.936 m².
Từ 1996 đến 2000, Bảo tàng tập trung xây dựng đề cương chính trị, đề cương trưng bày, kịch bản trưng bày, thiết kế mỹ thuật, tổ chức thi công trưng bày. Ngày 3 tháng 8 năm 2000 Tỉnh ủy, Ủy ban nhân dân tỉnh, Sở Văn hóa Thông tin tỉnh Đồng Nai và Nhà Bảo tàng Đồng Nai đã long trọng tổ chức lễ khánh thành trưng bày Bảo tàng Đồng Nai gồm 14 phòng với 3.941 m², 10 chủ đề.

## Kiến trúc và hệ thống trưng bày

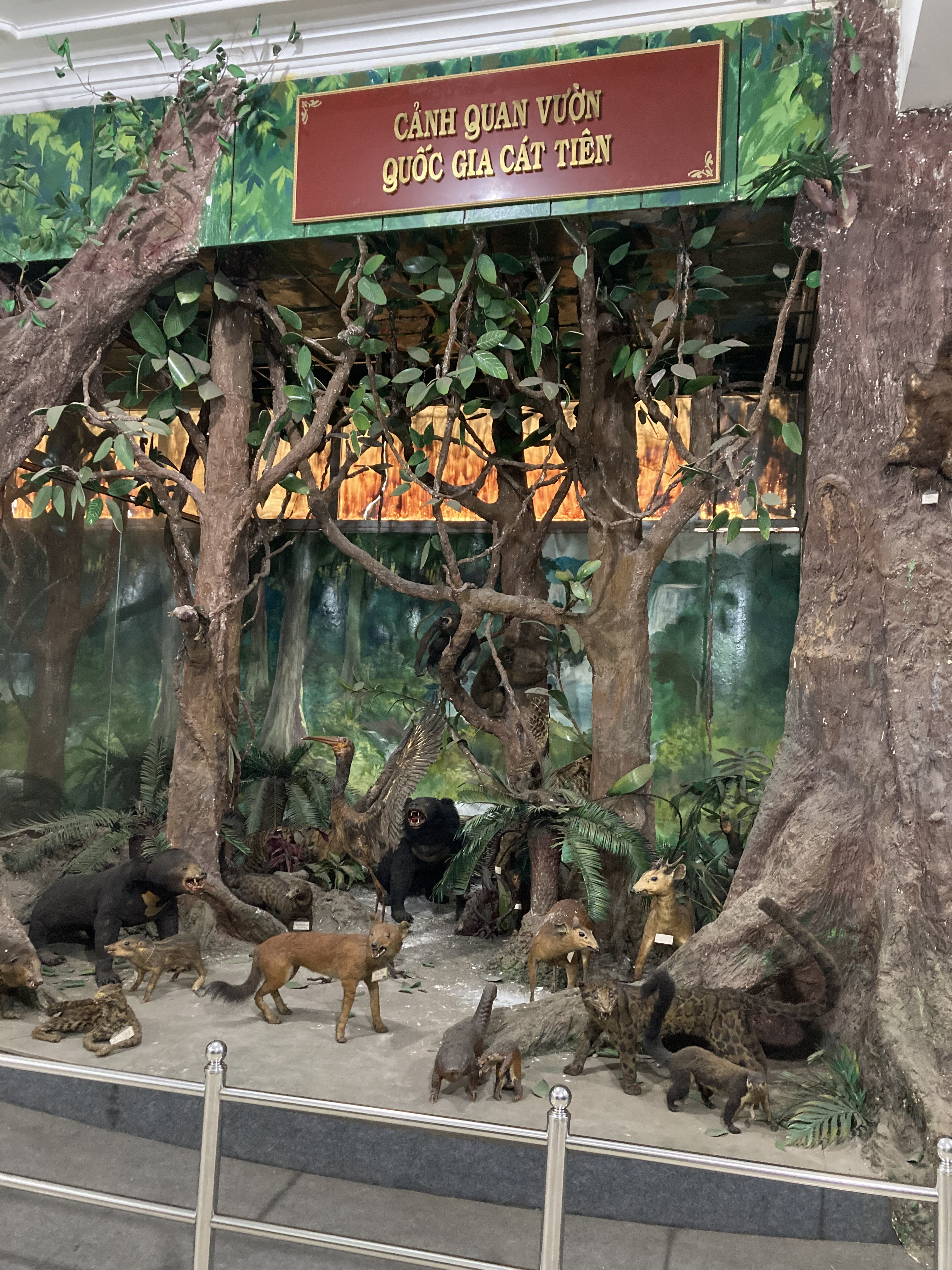
Mô hình tái hiện cảnh quan Vườn quốc gia Cát Tiên

Bảo tàng Đồng Nai có trụ sở tại số 1 Đường Nguyễn Ái Quốc (Quốc lộ 1K), phường Tân Phong, Biên Hòa trong phạm vi Quảng trường tỉnh Đồng Nai. Tòa nhà có kiến trúc hiện đại với kết cấu 3 tầng.
Bảo tàng trưng bày khoảng 2000 hiện vật và một số tư liệu lịch sử; tài liệu khoa học phụ, mỹ thuật trưng bày, hình ảnh, sơ đồ, la bàn, bản trích... Toàn bộ nội dung trưng bày được cấu trúc trên 2 tầng lầu, gồm những nội dung chủ yếu như sau:
1. Thiên nhiên đất nước con người Đồng Nai.
2. Động thực vật rừng Đồng Nai.
3. Văn hóa các tộc người ở Đồng Nai.
4. Người Việt ở Đồng Nai.
5. Nghề thủ công truyền thống ở Đồng Nai.
6. Đồng Nai thời tiền sử.
7. Đồng Nai thời kỳ sơ sử từ đầu Công nguyên đến thế cuối thế kỷ 15.
8. Đồng Nai thời kỳ khai phá và thuộc Pháp.
9. Đồng Nai đấu tranh giải phóng dân tộc (1930-1945)
10. Đồng Nai đấu tranh giải phóng dân tộc (1945-1954)
11. Đồng Nai đấu tranh giải phóng dân tộc (1954-1968)
12. Đồng Nai đấu tranh giải phóng dân tộc (1968-1975)
13. Đồng Nai thời kỳ khôi phục kinh tế sau 1975

Ngoài ra Bảo Tàng Đồng Nai còn có một khu trưng bày ngoài trời với diện tích 2200 m² và một phòng triển lãm chuyên đề, thường xuyên tổ chức triển lãm phục vụ các nhiệm vụ chính trị, giới thiệu thành tựu phát triển kinh tế - văn hóa - xã hội của đất nước và của địa phương.
Do một thời gian rất dài Bảo tàng Đồng Nai chưa được nâng cấp, sửa chữa, chỉnh lý lại hiện vật nên tình trạng xuống cấp về cơ sở vật chất, không gian cũng như sự liên kết trưng bày hiện vật không còn đáp ứng được nhu cầu của người dân hiện nay.

## Bộ sưu tập

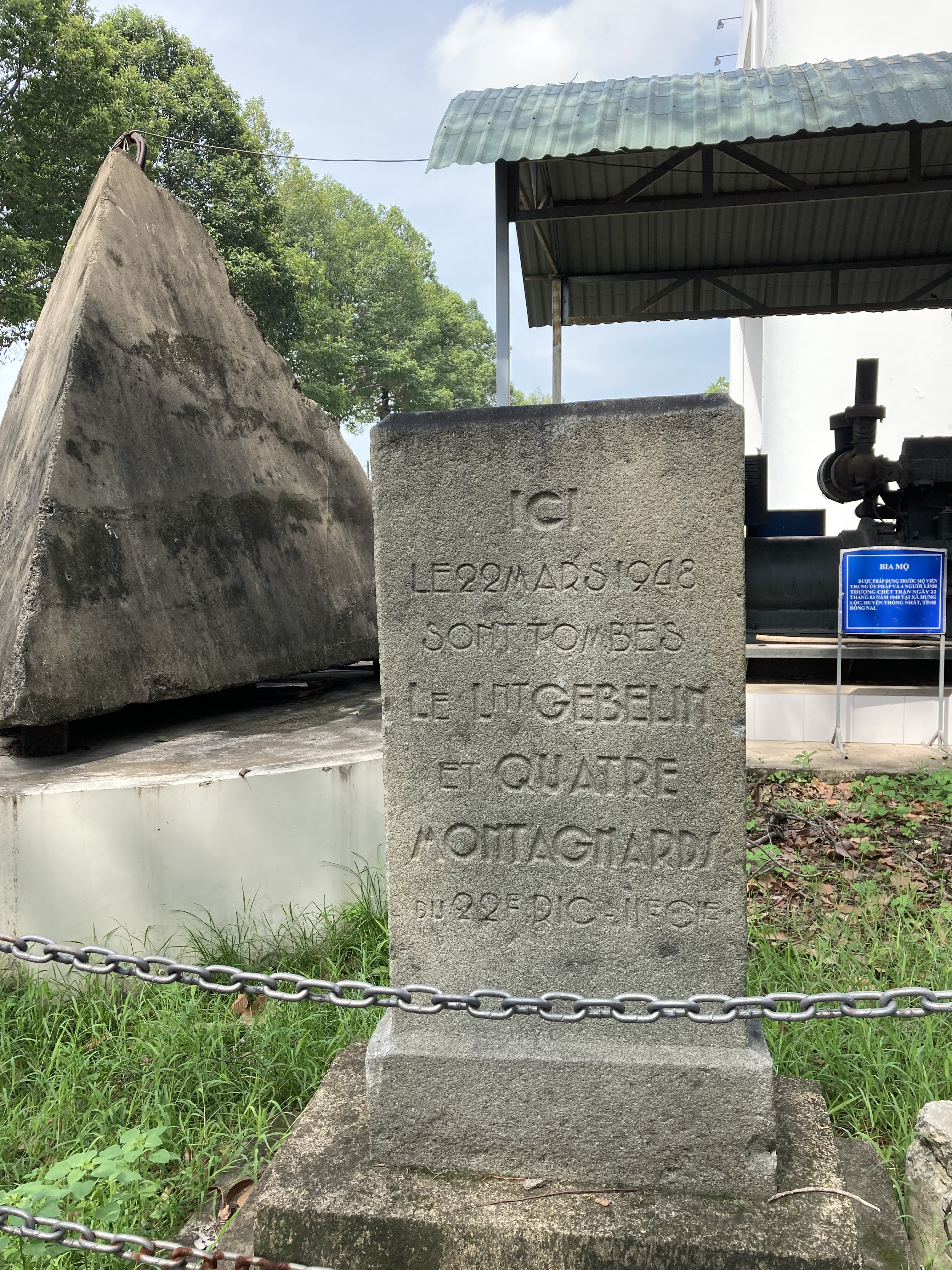
Bia mộ trung úy và bốn lính Pháp chết trận năm 1948, trưng bày ngoài trời Bảo tàng Đồng Nai

Hệ thống kho của Bảo Tàng Đồng Nai gồm 5 tầng với diện tích gần 778 m², với nhiều sưu tập hiện vật tiêu biểu như: Sưu tập động vật rừng Đồng Nai; Sưu tập thực vật rừng Đồng Nai; Sưu tập Gốm lòng sông Đồng Nai; Sưu tập tranh ký họa của họa sĩ Văn Lương, họa sĩ Huỳnh Phương Đông, họa sĩ Nguyễn Nam Ngữ, họa sĩ Võ Xương; Sưu tập tiền cổ; Sưu tập công cụ sản xuất đồ gốm; Sưu tập văn hóa dân gian người Việt; Sưu tập văn hóa người Hoa; Sưu tập hiện vật dân tộc ít người; Sưu tập súng thần công; Sưu tập gốm mỹ nghệ trước năm 1975; Sưu tập gốm Đồng Nai mới; Sưu tập vũ khí của địch; Sưu tập điêu khắc đá; Sưu tập giấy bạc trong kháng chiến; Sưu tập hiện vật và di chỉ Rạch Đông; Sưu tập Qua đồng Long Giao; Sưu tập đồ trang sức di chỉ Suối Chồn; Sưu tập đèn ám hiệu; Sưu tập hủ gạo nuôi quân; Sưu tập các loại báo trong chiến khu...
Tính đến năm 2003 Bảo tàng đã đăng ký kiểm kê vào sổ, hoàn chỉnh hồ sơ khoa học cho 15.667 hiện vật, đang triển khai, vận dụng khoa học công nghệ thông tin vào việc quản lý hiện vật, giới thiệu hiện vật lên mạng thông tin, trao đổi thông tin với các kho bảo tàng Trung ương và các địa phương, tổ chức kho mở, đáp ứng yêu cầu phục vụ nghiên cứu. Hằng năm, Bảo tàng Đồng Nai tiếp tục sưu tầm bổ sung hoàn chỉnh các sưu tập hiện vật và xây dựng các bộ sưu tập hiện vật mới như: Sưu tập vũ khí tự tạo; Sưu tập văn hóa vật thể và phi vật thể của người Việt và các dân tộc bản địa; Sưu tập mẫu vật tự nhiên; Sưu tập hóa thạch; Sưu tập văn hóa người Chăm; Sưu tập khoáng sản; Sưu tập quân trang, quân dụng; Sưu tập hiện vật Bà mẹ Việt Nam anh hùng...

## Hiện vật tiêu biểu

### Qua đồng Long Giao
Năm 1982, trong khi đào giếng làm rẫy tại một sườn đồi, bên miệng núi lửa cổ (Long Giao, Cẩm Mỹ, Đồng Nai), ông Nguyễn Đăng Khánh đã phát hiện cả một kho vũ khí đồng thau. Một năm sau, ông Khánh hiến tặng bộ sưu tập 15 tiêu bản qua đồng (một loại vũ khí giáp chiến với tác dụng chủ đạo là bổ, chém và móc) cho Bảo tàng Đồng Nai.
Thời điểm phát hiện, sưu tập qua đồng Long Giao còn khá nguyên vẹn, chỉ một số tiêu bản bị gãy lưỡi nhưng không mất. Đa số bị phong hóa ngả màu xanh lục hoặc xám nâu. Hầu như toàn bộ rìa lưỡi đều bị mẻ dạng răng cưa. Họa tiết hoa văn trang trí trên qua đồng Long Giao phong phú và còn nhìn rõ. Đây là một bộ sưu tập qua đồng đồ sộ, chưa từng thấy ở bất cứ vùng nào ở Việt Nam về quy mô, sức nặng và họa tiết trang trí trên thân.
Các nghiên cứu giám định, so sánh cho thấy nhóm qua đồng Long Giao chính là sản phẩm của người thợ đúc bản địa Đồng Nai thời Sơ kỳ đồ sắt. Tại Đồng Nai, hiện tượng qua đồng được tìm thấy cùng chỗ với rìu cũng phổ biến. Sưu tập qua Long Giao tìm thấy cùng với 1 rìu đồng lưỡi trũng, qua Phú Túc tìm thấy cùng 3 rìu, qua La Ngà tìm thấy cùng 5 rìu đồng. Sự có mặt của qua đồng cạnh những chiếc rìu đồng sản phẩm bản địa được chế tạo tại chỗ với hàng trăm khuôn đúc sa thạch rất có ý nghĩa. Chính chúng xác nhận nguồn gốc của sưu tập qua đồng trên mảnh đất này.
Hoa văn qua đồng Long Giao làm bằng kỹ thuật đắp nổi và khắc vẽ. Qua có những băng trang trí hình học cân xứng ở hai mặt, dày đặc, tinh vi và sắc sảo. Đó là những vòng tròn xoáy ốc tiếp tuyến, những hình tam giác độc lập hay xếp như răng cưa, những vạch ngắn song song và chấm nổi. Đặc biệt, có cả hoa văn hình mặt trời (hoặc những cánh sao), dạng hoa văn chủ đạo và trang trọng nhất trên mặt trống đồng Đông Sơn.
Nhóm qua này có những đặc trưng chung của các sưu tập qua đồng hiện biết ở Đông Nam Á. Bên cạnh đó, chúng còn có những khác biệt về kiểu dáng mang tính độc bản. Hình thức qua Long Giao khác với những nhóm qua khác tại Trung Nguyên (Hoa Bắc, Hoa Trung), Nội Mông, Triều Tiên và cả với sưu tập qua thuộc văn hóa Đông Sơn. Tất cả những điều này cho thấy văn hóa Tiền - Sơ sử Đồng Nai, giai đoạn hậu kỳ đồng - sắt sớm có sự giao lưu mạnh mẽ với các khu vực Trung Nguyên, trong địa bàn phân bố của văn hóa Đông Sơn.
Giáo sư Eiji Nitta (Đại học Kagoshima, Nhật Bản) cho rằng có mối liên hệ giữa kho vũ khí qua đồng Long Giao và di tích quốc gia đặc biệt mộ Cự thạch Hàng Gòn cách đó 4 km. Ông nhận định nhóm vũ khí qua đồng Long Giao được tích lũy và dự trữ qua nhiều thế hệ như “biểu tượng dành cho thủ lĩnh” của vùng này. Vị thủ lĩnh chiếm hữu sưu tập qua như biểu tượng uy quyền của mình có thể được chôn chính trong mộ Cự thạch Hàng Gòn.

### Tượng Vishnu Bình Hoà
Năm 1976, ông Nguyễn Văn Hưng, công nhân Xí nghiệp khai thác cát Hóa An, đã múc được phần chân đế của bức tượng này lẫn trong cát. Tới năm 1977, cũng tại đoạn sông đó, ông Hưng lại múc tiếp được phần thân tượng. Hai phần tượng này khi đem về gắn thì thấy khớp sát với nhau. Sau đó, tượng và đế tượng được bảo quản tại kho của xí nghiệp. Tháng 4 năm 1977, tượng được bàn giao cho Bảo tàng Đồng Nai.
Tượng có 4 tay đều bị gãy mất, đầu đội mũ trụ, thân để trần, dưới mặc xăm pốt dài đến đầu gối, eo buộc dây thắt lưng gút phía trước. Nghệ nhân đã tạc tượng ở tư thế đứng thẳng trên một bệ trơn hình chữ nhật có chuôi nhọn để cắm sâu vào lòng kiến trúc. Thanh đỡ là những trụ ngang hai bên tai và trên bệ nhưng đã bị gãy. Các tay đã bị gãy đến phần cùi chỏ. Chân trái gãy mất một đoạn từ ống quyển đến mắt cá chân. Hai chân tượng bị gãy rời ra khỏi bàn chân.
Tượng thần Vishnu có 4 tay thường mỗi tay cầm các vật thiêng như: con ốc (cankha), cây gậy, cái đĩa, bánh xe hay quả cầu. Đây là vật tùy thân của thần theo truyền thuyết đạo Hindu - Ấn Độ giáo. Tượng thể hiện phong cách nghệ thuật giai đoạn Phnom Da muộn, khoảng thế kỷ VI-VII. Tượng này sử dụng 2 cây gậy vừa làm vật tùy thân của thần, vừa là cây chống đứng thẳng từ bàn tay trái xuống bệ. Nhờ vậy đã làm nổi bật toàn thể hình khối sinh động của pho tượng. Đây có thể coi là một sản phẩm nghệ thuật tôn giáo vào loại đẹp và hiếm thấy trong sưu tập tượng tròn cổ ở đồng bằng Nam bộ.
Sự xuất hiện của pho tượng này đã giúp cho các nhà nghiên cứu đoán định rằng, vào thời bấy giờ, có 2 trung tâm chế tác tượng theo 2 phong cách khác nhau, tuy giải pháp kỹ thuật làm bộ phận đỡ tượng khá giống nhau, mà một trong 2 phong cách đó chính là phong cách Phnom Da có không gian phân bố chủ yếu trên vùng đất Đông Nam Campuchia, với truyền thống tạc tượng cao lớn, mảnh mai, thân hình mềm mại, dáng đẹp, được giới khoa học Pháp xem là sản phẩm nghệ thuật tượng tròn Phù Nam - Chân Lạp sơ kỳ thế kỷ VI-VIII hoặc nghệ thuật tượng tròn Tiền Ăngkor. Tượng Vishnu Bình Hoà mang đậm dấu ấn của phong cách nghệ thuật Phnom Da - Angkor Borei nhưng đã giản lượt khung giá đỡ làm lộ rõ hình khối tượng tròn. Đồng thời cũng thể hiện sự sùng bái tượng của cư dân Óc Eo ở vùng Biên Hòa - Đồng Nai.
Tượng Vishnu này góp phần khẳng định rằng nghệ thuật điêu khắc tượng tròn vào thế kỷ V - VII đã đạt đến đỉnh cao của chuẩn mực hình khối, kích thước. Các chi tiết giải phẫu được làm theo khuynh hướng hiện thực sống động và đầy sáng tạo. Theo hồ sơ bảo vật quốc gia, tượng thần Vishnu Bình Hòa là hiện vật gốc mang tính độc bản, độc đáo, có nhiều giá trị về lịch sử, văn hóa, nghệ thuật và khoa học. Tượng còn được nhiều nước khác nhau trên thế giới mượn để giới thiệu về văn hóa Óc Eo. Năm 2010, tượng Vishnu đã được tổ chức Asia Society (New York) chọn đưa sang Houston và New York trong trưng bày "Nghệ thuật cổ Việt Nam - từ đồng bằng đến biển khơi" (Arts of Ancient Viet Nam - from River Plain to Open Sea).

### Đàn đá Bình Đa
Di tích khảo cổ học Bình Đa nằm trên triền Nam quả đồi thấp (cao 10-15m so với mức nước sông) trải dài hướng Đông Tây bên bờ trái sông Cái - nhánh sông Đồng Nai (thành phố Biên Hòa). Các vết tích khảo cổ học (rìu bôn, bàn mài, đá có gia công, gốm vỡ) rải khắp bề mặt diện tích. Đây là một trong những di tích phát hiện đầu tiên ở Nam bộ, được khai quật vào năm 1979 (174m²) và năm 1993 (60m²).
Bộ sưu tập đàn đá Bình Đa gồm 51 thanh tất cả, trong đó có 47 thanh, đoạn, mảnh đàn đá được tìm thấy cùng lúc trong hố khai quật năm 1979 nằm rải thành các cụm trong tầng văn hóa màu nâu tơi xốp. Trong sưu tập đàn đá có 5 tiêu bản nguyên, 15 đoạn đầu và 20 đoạn thân, cùng các mảnh vỡ rìa khác nhau. Bề mặt các thanh, đoạn đến nay đã phủ lớp patin màu xám nhạt. Bảo vật hiện được bảo quản tốt và trưng bày tại Bảo tàng Ðồng Nai.
Các nhà khoa học khi đó cũng lấy một mẫu than tro từ độ sâu 1,9 m của tầng văn hóa khảo cổ học được giám định C14 tại Viện Cổ sử và khảo cổ học thuộc Viện Hàn lâm khoa học Cộng hòa Dân chủ Ðức (nay là Cộng hòa Liên bang Ðức) cho kết quả: 3.080 ± 50 năm trước Công nguyên.
Bộ sưu tập này cũng được nghiên cứu, so sánh với các bộ đàn đá phát hiện sau năm 1975 tại các địa điểm khảo cổ học khác thuộc tỉnh Lâm Ðồng, Ðắk Nông, Bình Phước và Bình Thuận. Từ đó, các nhà khoa học xác lập được hai truyền thống đàn đá. Ðó là truyền thống Ndut Liêng Krak - Bình Ða phân bổ ở vùng Ðông Nam bộ, Nam Tây nguyên và truyền thống Khánh Sơn - Bác Ái thì phân bố ở khu vực Khánh Hòa, Phú Yên và Bình Thuận. Truyền thống Khánh Sơn - Bác Ái được đánh giá là chế tác đơn giản hơn, dạng hình không ổn định, các vết ghè đơn giản và thô dễ được chế tác.
Người thợ chế tác đàn đá Bình Đa chắc chắn có kinh nghiệm làm đàn phong phú, kỹ thuật chế tác thành thạo, tài nghệ của họ được lưu lại đậm nét trên tất cả các dấu ghè đẽo trực tiếp và gián tiếp, các dấu tu chỉnh cẩn thận, tỉ mỉ, các lớp ghè chỉnh lớn, nhỏ, nông sâu, chồng chất nhau ghi nhận tiến trình đẽo đi đẽo lại nhiều lần trên từng thanh đàn đá. Các hướng ghè đẽo, đục chỉnh thường từ các rìa cạnh đầu và thân hướng tâm, độ nông phổ biến trong khoảng 2-5mm với xu hướng sâu phía ngoài và cạn dần vào trong thân. Việc đục đẽo đều tuân thủ theo một phương pháp, một thao tác nhất định. Có thể coi chúng là sản phẩm gần như được làm theo một tiêu chuẩn ổn định. Không một thanh, một đoạn nào không có đầy đủ dấu ấn của quy trình kỹ thuật ấy, không một bộ phận nào của đàn không có mặt vết tích của phương pháp đục, của thao tác kỹ thuật như vậy. Đây là đặc trưng thống nhất của tất cả những thanh, đoạn, mảnh đàn đá trong di tích khảo cổ Bình Đa.
Hồ sơ bảo vật quốc gia nêu rõ bộ sưu tập này là một sản phẩm bản địa, cũng là sưu tập độc bản (với ý nghĩa là được phát hiện trong địa tầng một hố khai quật một cách khoa học), có tuổi cổ nhất thế giới được xác định niên đại bằng cả phương pháp nghiên cứu so sánh và phương pháp phân tích carbon phóng xạ (C14).